# 米庫米國家公園
米庫米國家公園（Mikumi National Park）是非洲坦尚尼亞的一座國家公園，1964年建立。
面積3230平方公里，是該國第四大公園，動物種類有非洲野狗（African wild dog）。